# Johnson City (Tennessee)
Johnson City – miasto (city) na pograniczu hrabstw Washington, Carter i Sullivan, w górzystym północno-wschodnim zakątku stanu Tennessee, który należy do Appalachów, w Stanach Zjednoczonych. Z populacją 72,5 tys. mieszkańców, jest ósmym co do wielkości miastem stanu. Obszar metropolitalny obejmuje 211,8 tys. mieszkańców. 
Obszar ten zasiedlony został w latach 60. XVIII wieku. W latach 50. XIX wieku dotarła tutaj linia kolejowa East Tennessee and Virginia Railroad, stymulując rozwój osady. Początkowo nazwana Johnson's Depot, na cześć Henry'ego Johnsona, poczmistrza i pierwszego burmistrza, w 1859 roku miejscowość przemianowana została na Haynesville (od Landona C. Haynesa, senatora w Kongresie Skonfedrowanych Stanów Ameryki). W 1861 roku przywrócono nazwę upamiętniającą Johnsona. Miasto oficjalnie założone zostało w 1869 roku.
W mieście rozwinął się przemysł elektrotechniczny, włókienniczy, chemiczny oraz precyzyjny.
W Johnson City swoją siedzibę ma East Tennessee State University (zał. 1911).
Na południe i wschód od miasta znajduje się las narodowy Cherokee.
Przez miasto przebiega autostrada międzystanowa nr 26.